# Epideira jaffaensis
Epideira jaffaensis é uma espécie de gastrópode do gênero Epideira, pertencente à família Horaiclavidae.